# Nicolás Antonio
Nicolás Antonio (Siviglia, 28 luglio 1617 – Madrid, 13 aprile 1684) è stato un bibliotecario e bibliografo spagnolo iniziatore della bibliografia spagnola moderna.

## Biografia
Nicolás Antonio nacque a Siviglia il 28 luglio del 1617. Studiò arti liberali presso il Collegio di San Tommaso e nel 1635 si iscrisse all'Università della sua città natale, dove studiò filosofia e teologia. Nel 1636 passò all'Università di Salamanca dove si addottorò in giurisprudenza nel 1639. Dopo la laurea, Antonio tornò a Siviglia, dove scrisse il suo trattato De Exilio (che non fu pubblicato fino al 1659) e iniziò a lavorare al suo monumentale registro degli scrittori spagnoli.
La fama del suo sapere raggiunse Filippo IV, che nel 1645 gli conferì l'Ordine di Santiago. Nel 1654 Antonio fu nominato Agente generale del re e dell'Inquisizione alla Corte di Roma dove risiedette per 18 anni. La sua permanenza a Roma gli diede l'opportunità di continuare la sua infaticabile attività di ricerca e acquisizione di codici e manoscritti. Nel 1678, al suo ritorno a Madrid, Carlo II lo nominò procuratore del Consejo de Cruzada (uno dei massimi organi dello Stato), carica che mantenne fino alla morte, avvenuta il 13 aprile 1684.

## Opere

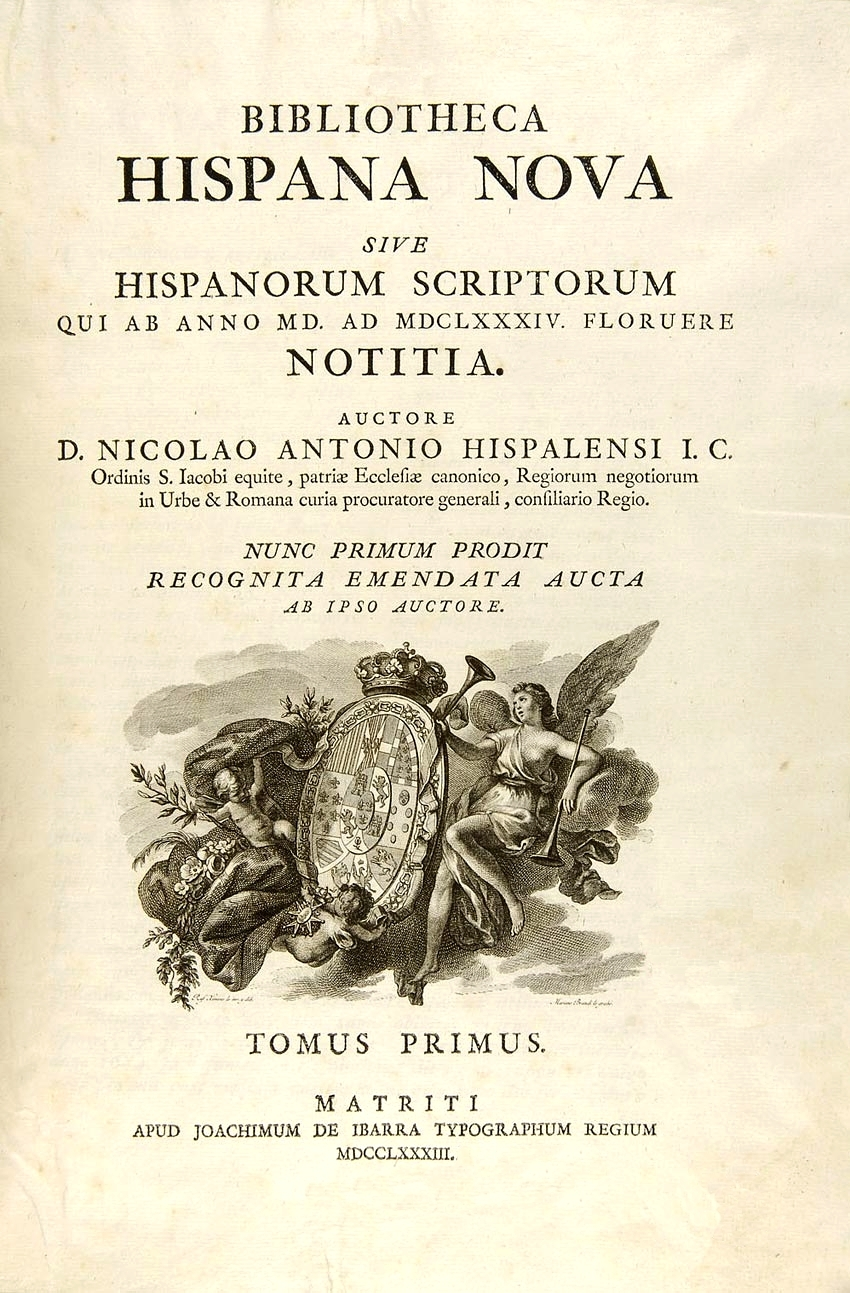
Frontespizio dell'edizione del 1783 di Joaquín Ibarra della Bibliotheca Hispana nova.

La sua Bibliotheca Hispana nova, che si occupa delle opere degli autori spagnoli vissuti dopo il 1500, fu pubblicata a Roma nel 1672, con il titolo di Bibliotheca Hispana sive Hispanorum. L'opera comprende una sezione a parte dedicata alla bibliografia arabo-spagnola; la Bibliotheca Hispana vetus, una storia letteraria della Spagna dal tempo di Augusto alla fine del XV secolo, fu rivista da Manuel Martí e pubblicata dall'amico di Antonio, il cardinale José Saenz de Aguirre a Roma nel 1696. Una bella edizione di entrambe le opere, con materiale aggiuntivo trovato nei manoscritti di Antonio, e con note integrative di Francisco Pérez Bayer, fu pubblicata a Madrid nel 1787-1788. Questa grande opera, incomparabilmente superiore a qualsiasi bibliografia precedente, è ancora oggi insuperata e indispensabile.
Uomo di solida erudizione, Nicolás Antonio aprì la strada all'ipercritismo settecentesco che culminerà nell'opera erudita di Enrique Flórez. Tra gli scritti filologici di Antonio, si segnala particolarmente la Censura de historias fabulosas pubblicata postuma nel 1742 a Valencia da Gregorio Mayáns y Siscar. L'opera confuta l'autenticità delle presunte cronache scoperte alla fine del XVI secolo da padre Jerónimo Román de la Higuera e di altre false cronache scritte per dimostrare l'antichità di determinate tradizioni spagnole o accreditare l'antichità di alcune famiglie aristocratiche.
La sua Bibliotheca Hispana rabinica non è stata stampata; il manoscritto è conservato nella Biblioteca nazionale di Spagna a Madrid.
Le Biblioteche di Antonio diedero un grande impulso allo sviluppo della bibliografia in Spagna, e già nel corso del XVIII secolo numerosi studiosi si misero all'opera per cercare di completarle con l'aggiunta di nuovi contributi come Ambrosio José de la Cuesta y Saavedra (1653-1707), Andrés González de Barcia (1673-1743), Pablo Ignacio de Dalmases y Ros (1670-1718), Josep Finestres (1688-1767), Jaime Caresmar (1717-1801), Faustino Arévalo (1747-1824) e José Cevallos y Ruiz de Vargas (1724-1776).
- (LA) Nicolás Antonio, Bibliotheca Hispana, sive Hispanorum, vol. 1, Romae, ex Officina Nicolai Angeli Tinassii, 1672. URL consultato il 27 agosto 2019.
- (LA) Nicolás Antonio, Bibliotheca Hispana, sive Hispanorum, vol. 2, Romae, ex Officina Nicolai Angeli Tinassii, 1672. URL consultato il 27 agosto 2019.
- (LA) Nicolás Antonio, Bibliotheca hispana vetus, Romae, ex typographia Antonii de Rubeis, 1696. URL consultato il 27 agosto 2019.
- (ES) Nicolás Antonio, Censura de historias fabulosas obras posthuma de Don Nicolas Antonio, publica Don Gregorio Mayans i Siscar, Valencia, Bordazar de Artazu, 1742. URL consultato il 27 agosto 2019.